# ハラヤヒロ
ハラヤヒロは、日本の漫画家。
八神健の元アシスタントで、「ななか6/17」ではまじかるドミ子部分の作画を担当していた。
2005年3月にコミックバーズで「ハカセのセカイ」を連載開始するにあたり、ペンネームをぱからハラヤヒロに変えた。
読み方が「ハラ　ヤヒロ」「ハラヤ　ヒロ」「（分割せずに）ハラヤヒロ」のいずれになるのかは公表していない。

## 作品一覧
- ハカセのセカイ（コミックバーズ、幻冬舎）全1巻
- みこととみこと（コミックバーズ、幻冬舎）連載終了。1巻～
- 机上の勇者（2008年、まんがぱれっとLite、一迅社）連載終了。未単行本
- クロックワークガール（月刊ComicREX、一迅社）全1巻
- 帰宅部活動中!（まんがタイムLovely、芳文社）未単行本

### アンソロジー
特記以外は一迅社（旧：スタジオDNA）発行、2005年1月以前に出たものは「ぱ」名義。
- うたわれるもの：Vol.1（+折返しイラスト）,2,特別編（+中扉イラスト）
  - うたわれるもの 散りゆく者への子守唄：Vol.1,3,4,5（+折返しイラスト）,6,7
- AIR：Vol.2（+総扉イラスト）,4,6
- Kanon：Vol.1,2,4,5,6,8,9,13（+折返しイラスト）
- 痕：Vol.2
- 君が望む永遠：Vol.1（+裏表紙イラスト）
- Canvas：Vol.1,2
- CLANNAD：Vol.1,2（+総扉イラスト）
- こみっくパーティー：Vol.12,16（+カラーイラスト）,17,18,19（+総扉イラスト）,22（+折返しイラスト）,23,24,26,27,28,29,30
- 雫＜エンターブレイン発行＞：Vol.1
- SNOW：Vol.1
- 誰彼：Vol.1
- To Heart：Vol.8,12（+カラーイラスト）,14,16,18,19,23,30
- ToHeart2：Vol.1,6,7,8,9,10,11（+裏表紙イラスト）,12,13,14,15,16
- Piaキャロットへようこそ!!3：Vol.1（+折返しイラスト,総扉イラスト）,2
- みずいろ：Vol.1
- Routes：Vol.1